# Milwaukee Electric Tool Corporation
Die Milwaukee Electric Tool Corporation ist ein amerikanischer Hersteller von Elektrowerkzeugen. Milwaukee ist ein Tochterunternehmen der Techtronic Industries (TTI), einer chinesischen Unternehmensgruppe. Das Unternehmen vertreibt Werkzeug und Elektrowerkzeug. Zum Sortiment gehören vorrangig Elektrohandmaschinen, aber auch metall- und holzbearbeitendes Werkzeug wie Zangen, Schraubenschlüssel und Handsägen. Techtronic vertreibt auch Geräte unter den Markennamen AEG, RYOBI, Dirt Devil, Hoover US und Vax.

## Geschichte
A. F. Siebert gründete 1924 in den USA das Unternehmen Milwaukee Electric Tool Corporation. Es wurde 1975 an Amstar verkauft. 1986 übernahm der US-Finanzdienstleister Merrill Lynch Amstar samt Milwaukee und verkaufte letztere 1995 an den schwedischen Industriekonzern Atlas Copco. 2005 wurde Milwaukee an Techtronic Industries verkauft.
Die Entwicklungsabteilung des Unternehmens sitzt bis heute in Brookfield, Wisconsin. Teile der Produktion befinden sich auch noch in den USA. Im Januar 2020 teilte das Unternehmen mit, für 26 Millionen USD eine neue Produktionsstätte in West Bend (Wisconsin) zu bauen, in der Werkzeug für Elektro-, Energieversorgungs-, Sanitär- und Maschinenbauhandwerker hergestellt werden. Das Werk begann Mitte 2022 mit der Produktion von Zangen und Schraubenziehern. Eine Erweiterung des Werks in Cookeville (Tennessee) wurde ebenfalls 2020 geplant.

## Produkte

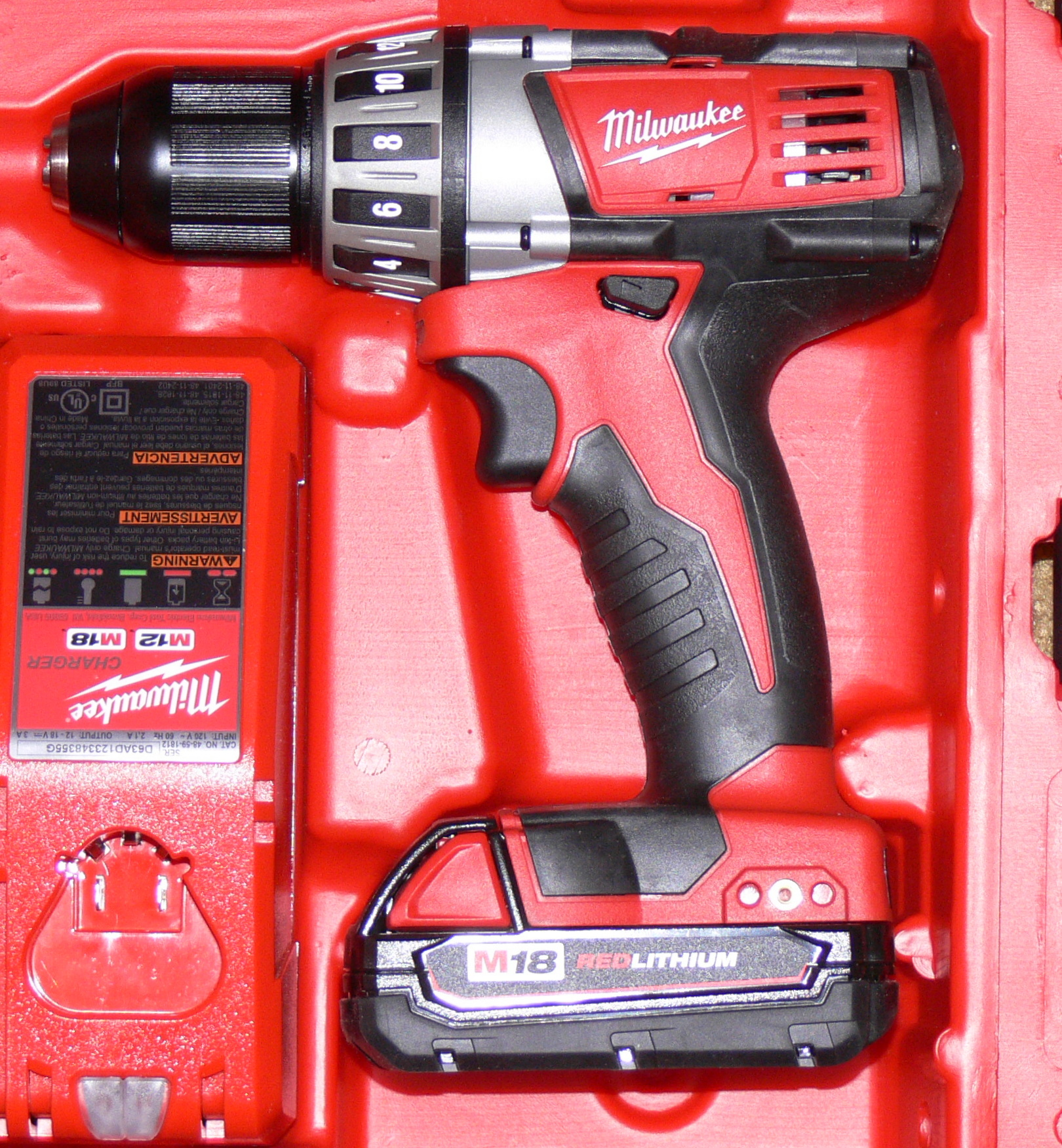
Milwaukee Akku-Bohrschrauber, 2012

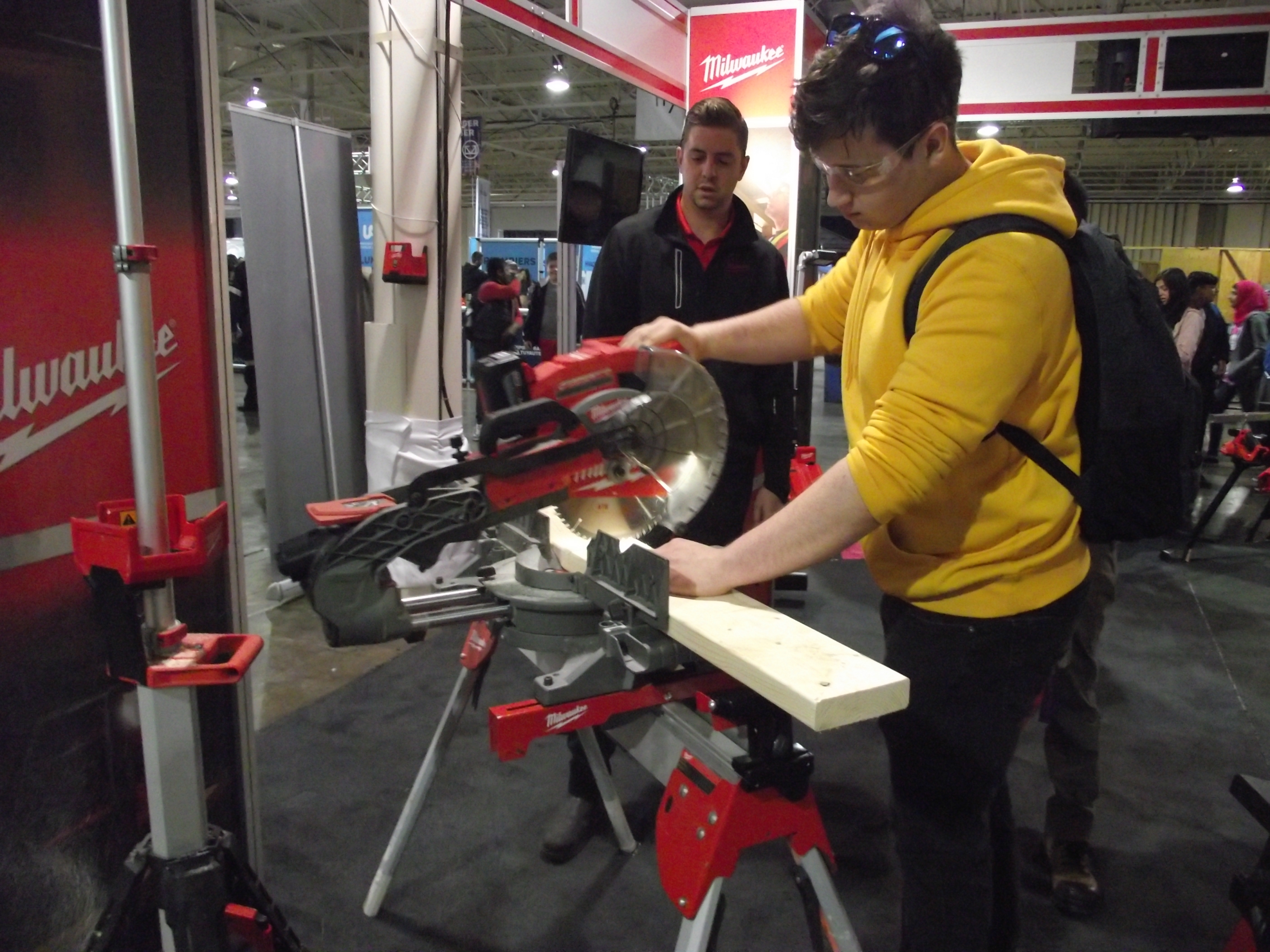
Milwaukee Akku-Kappsäge, 2018

Neben Elektrogeräten vertreibt das Unternehmen Messzeuge wie Druckluftmesser, Multimeter, Luxmeter, Thermometer und Wärmebildkameras weltweit. Die Elektrowerkzeuge von Milwaukee umfassen die Bereiche Holzbearbeitung, Metall und Elektrik. Im Segment der akkubetriebenen Geräte werden u. a. Schlagschrauber, Bohrschrauber, Ratschenschlüssel, Handkreissägen, Steinfräsen, Bohrhämmer und anderes angeboten. Milwaukee baut Akku-Geräte in einer 12-, einer 18- und in einer 28-Volt-Serie.

## Milwaukee auf dem deutschen Markt
Seit den 2010er-Jahren ist Milwaukee zunehmend auf dem deutschen Markt präsent. Hauptkonkurrenten auf dem deutschen Markt im professionellen Bereich sind Bosch Blau und Makita.